# Vanzosaura
Vanzosaura – rodzaj jaszczurek z rodziny okularkowatych (Gymnophthalmidae).

## Zasięg występowania
Rodzaj obejmuje gatunki występujące w Brazylii, Boliwii, Paragwaju i Argentynie. 

## Systematyka

### Etymologia
Vanzosaura: Paulo Emilio Vanzolini (1924–2013), brazylijski zoolog i kompozytor muzyki; gr. σαυρος sauros „jaszczurka”.

### Podział systematyczny
Do rodzaju należą następujące gatunki: 
- Vanzosaura multiscutata (Amaral, 1933)
- Vanzosaura rubricauda (Boulenger, 1902)
- Vanzosaura savanicola Recoder, Werneck, Texeira Jr, Colli, Sites & Rodrigues, 2014